# 3proxy
3proxy — бесплатный кроссплатформенный прокси-сервер. Основными отличительными особенностями являются небольшой размер (несколько сотен килобайт) и переносимость (есть версии для платформ x86 и x86-64 и нескольких операционных систем). Программа не имеет графического интерфейса, её настройка производится путём написания конфигурационного файла. Существует возможность запуска программы как в консольном режиме, так и в фоновом режиме в виде службы или демона.

## Основные возможности
- Поддержка протоколов HTTP, HTTPS, SOCKS, POP3, SMTP;
- Переадресация TCP и UDP трафика (англ. Port mapping);
- Объединение прокси серверов в цепочку (англ. Proxy chaining) и функции обратного соединения (англ. connect-back);
- Ограничение пропускной способности канала и трафика;
- Контроль доступа (ACL);
- Ведение журналов;
- Поддержка IPv6;

## Недостатки
- Отсутствие поддержки кеширования веб-страниц;
- Сложность настройки;

В последнее время некоторые антивирусные пакеты некорректно распознают 3proxy как вирус (троянский конь). Разработчики антивирусов обычно мотивируют это тем, что «хакеры» без ведома пользователей иногда устанавливают его на компьютеры пользователей и используют для рассылки спама. Тем не менее, программа сама по себе не является вредоносной.